# M2型4.2英寸迫击炮

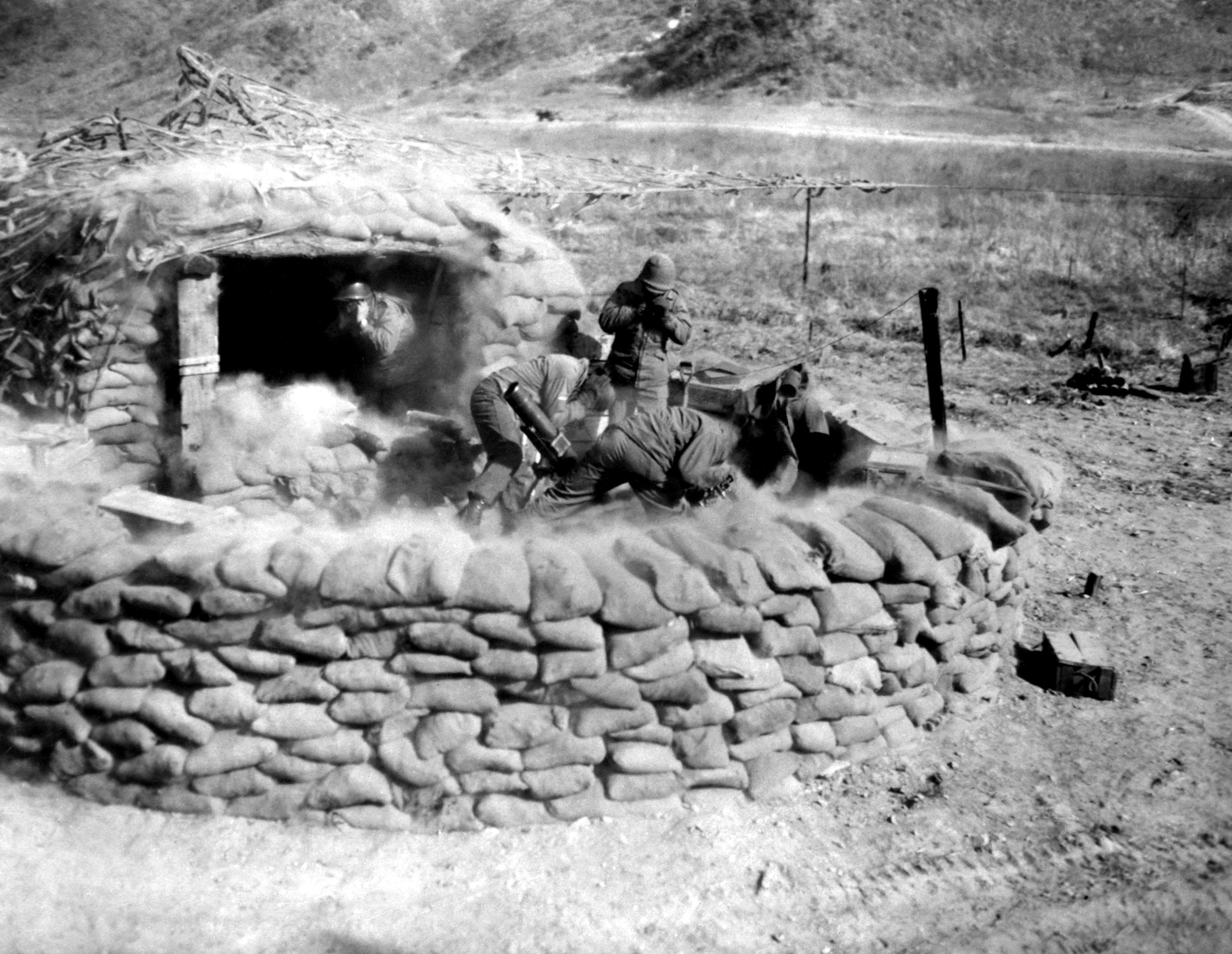
一个M2型4.2英寸迫击炮组1953年在炮击北朝鲜。

M2型4.2英寸迫击炮是美国在第二次世界大战中期装备的帶线膛 4.2英寸 (107 mm) 迫击炮。最初它是以化學武器投放裝備的目的開發，因此又被命名為化學迫擊炮，但是在第二次世界大戰期間卻以步兵支援重迫擊炮的角色發揮功用。1951年开始被同口径的M-30 4.2英寸迫击炮替换。

## 历史
美国于1924年开始仿制英国4英寸（102毫米）Mk I型斯托克斯迫擊炮，該版本的迫擊炮較原版斯托克斯迫擊炮口徑大了1英寸，專用於發射煙霧彈、毒氣彈、燃燒彈等化學武器。美國製造的版本改造了底座、並將炮管車上膛線，使該迫擊砲除了口徑增加到4.2英吋、重量變重，已經與原本要仿製的對象全然不同。1928年第一款4.2英寸M1迫击炮在美军入役。M1迫击炮发射化学炮弹时射程2,400碼（2,200）。雖然該型迫砲的原始目標是為了散布化學武器使用，但因為戰間期追求和平的政治氛圍施壓，最初只量產了煙幕彈，燃燒彈和毒氣彈只有進行開發，未能量產。至二戰爆發後，美軍的化學迫擊砲獲得授權得以重新配發化學兵器，美国的化学迫击炮准备了芥子气、路易氏剂、光气、CNB（2-氯苯乙酮在苯与四氯化碳中的溶液）、CNS（三氯硝基甲烷与2-氯苯乙酮的氯仿溶液）。后来，增加了氯化氰。美国化学战勤务队对各种毒剂用在毒气战的相对效能评价，可以从1940年至1946年化学迫击炮弹库存中体现：540,746枚芥子气炮弹，49,402枚光气炮弹，41,353枚CNS炮弹，12,957枚CNB炮弹，175枚路易氏炮弹。铝热法或其它燃烧弹可用于纵火。
M2型4.2英寸迫击炮可分解为三大件，由炮组人员人力携行。炮管重105英磅（48），包括底部的拧入盖，内置击针。标准的反后坐液力底座可调整水平、重53英磅（24）。底钣每侧有长柄，方便携带，重175英磅（79）。
但實際到1941年底美國正式向軸心國宣戰時，因為軸心國幾乎沒有對美軍發射化學兵器的案例，因此化學迫擊砲使用範疇大減。為了提升泛用度，美軍決定開發標準高爆榴彈供化學迫擊砲使用。为扩大射程至3,200碼（2,900），高爆榴彈增加了可裝置的發射藥量，实际上射程达到了4,400碼（4,000）。该型的迫击炮命名为M2型。首次参战是在西西里島戰役，在地形崎嶇的義大利南部，後膛火炮有許多的射角限制，可採用高仰角投射砲彈的4.2英吋迫擊砲很有效地彌補的這些缺憾，該戰役中美軍投射了大約35,000發高爆榴彈。

## 战术组织
二战美军步兵师會加配一个化學迫擊砲營強化支援火力，該營編制有48门M2型4.2英寸迫击炮，營下屬营部连、4个迫击炮连，每连辖3个4门制迫击炮排。1944年9月29日颁布的新编制，化学迫击炮兵营由4連制（方塊）縮編3連制（三角），配合美軍的三角師架構，原有的D连被抽出合組新的化學迫砲营。
- 营部连
  - 连部排（4名军官、4名士官、14名士兵）
  - 营部排（5名军官、6名士官、20名士兵）
  - 修理排（1名军官、2名士官、6名士兵）
  - 3个弹药排（每排2名士官，29名士兵）
- 3个化学迫击炮连。每连9名军官、40名士官、118名士兵，编制为：
  - 连部排（3名军官、7名士官、28名士兵）
  - 3个化学迫击炮排。每个排编制为：
    - 排部班（2名军官、3名士官、6名士兵）
    - 4个化学迫击炮班，每班辖1名班长，1名士官炮长，1名士官副炮长，3名弹药手，2名卡车驾驶员。装备一台道奇WC系列3/4吨中吉普（英语：Dodge WC series）。
- 医疗分队（1名军官、1名士官、13名士兵）

二战美军有25个化学迫击炮兵营派往海外参战：第2、第3、第71、第72、第80至第100营。 7个野炮营：第443、第483、第534、第537、第560、第781、第782炮兵营转为化学迫击炮兵营，但未及参战。
到韓戰時，4.2英吋迫擊砲的編裝已經下放至步兵團，成為團級編制支援武器。美國陸軍步兵團配置重迫擊砲連是8門制，海軍陸戰隊的重迫砲連則是12門制。在韓戰期間以完成營級編制投入作戰的化學迫砲營只有第2化学迫击炮兵营，共参战1008天。 

## 弹药
M2型4.2英寸迫击炮有线膛，因此不同于普通的水滴形状的迫击炮弹，其炮弹没有尾翼，为圆柱体药筒与弧形弹头。炮弹尾部为“膨胀弹带”，膛口装填时直径比内膛小。激发后，炮弹尾部的钢制压板向前压迫铜质的膨胀弹带使其膨出与膛线密合、气密。
炮弹也有尾管，尾管底部自带了击针。尾管外部可安装附加的方形发射装药。
M2 4.2英吋迫击炮使用的M3高爆弹装药3.64千克，介于M101 105毫米榴弹炮的2.18千克装药与M114 155毫米榴弹炮的6.88千克装药之间，破壞力介於師級輕炮與重砲之間。该迫击炮可以发射白磷烟雾弹与芥子气化学炮弹。1997年禁止化学武器公约生效时，美军库存了47万枚4.2英寸芥子气化学炮弹。 
| 可用炮弹 |              |                     |                                                |                     |                  |
| 类别     | 型号         | 重量                | 装药                                           | 膛口速度            | 射程             |
| 高爆彈   | M3高爆弹     | 11.11（24 磅 8 oz） | TNT, 3.64（8 磅 0 oz）                         | 256 m/s（840 ft/s） | 4 km（2.5 mi）   |
| 烟雾弹   | M2烟雾弹     | 11.57（25 磅 8 oz） | 白磷烟雾弹                                     | 250 m/s（820 ft/s） | 3.9 km（2.4 mi） |
| 化学炮弹 | M2芥子气炮弹 | 13（28 磅 11 oz）   | HD, 2.7（5 磅 15 oz） 或 HT, 2.6（5 磅 12 oz） | 256 m/s（840 ft/s） | 4.4 km（2.7 mi） |

## 用户
- 奥地利: 截至1984年[6]
- 比利时: 截至1984年[6]
- 玻利维亚: 截至1984年[6]
- 巴西: 截至1984年[6]
- 柬埔寨: 截至1984年[6]
- 中華民國: 缅甸战役开始使用[7]。1946年组编为國民革命軍重迫击炮第11、第13、第14、第15团，分别配属东北行辕、徐州剿总、郑州指挥所、武汉行辕。共288门。這批迫擊炮在第二次國共內戰中耗損，中華民國國軍在台灣重建時換用M30型4.2吋迫擊炮。
- 中国：解放战争、韓戰期間運用。中国人民志愿军在1951年9月時統計部隊有各型號107公厘迫击炮共165門，至1952年仍有從中國撥補；107毫米迫击炮弹則由瀋陽兵工廠量產提供，韓戰期間以蘇聯援助的120公厘PM1938型迫擊炮汰換。
- 哥伦比亚: 截至1984年[6]
- 賽普勒斯: 截至1984年[6]
- 衣索比亞: 截至1984年[6]
- 法國[8]
- 希腊: 截至1984年[6]
- : 截至1984年[6]
- 日本: 陸上自衛隊在重建時獲得美國軍援獲得，佈署在步兵團下的重迫擊炮營。1992年開始由法國授權生產的MO-120-RT迫擊炮取代，2010年退役。
- : 截至1984年[6]
- 突尼西亞: 截至1984年[6]
- 土耳其: 截至1984年[6]
- 菲律賓: 截至1984年[6]
- 巴拉圭: 截至1984年[6]
- 葡萄牙: 称作 m/951[9]
- 越南民主共和国[8]
- 越南共和国[10]